# Connor Jaeger

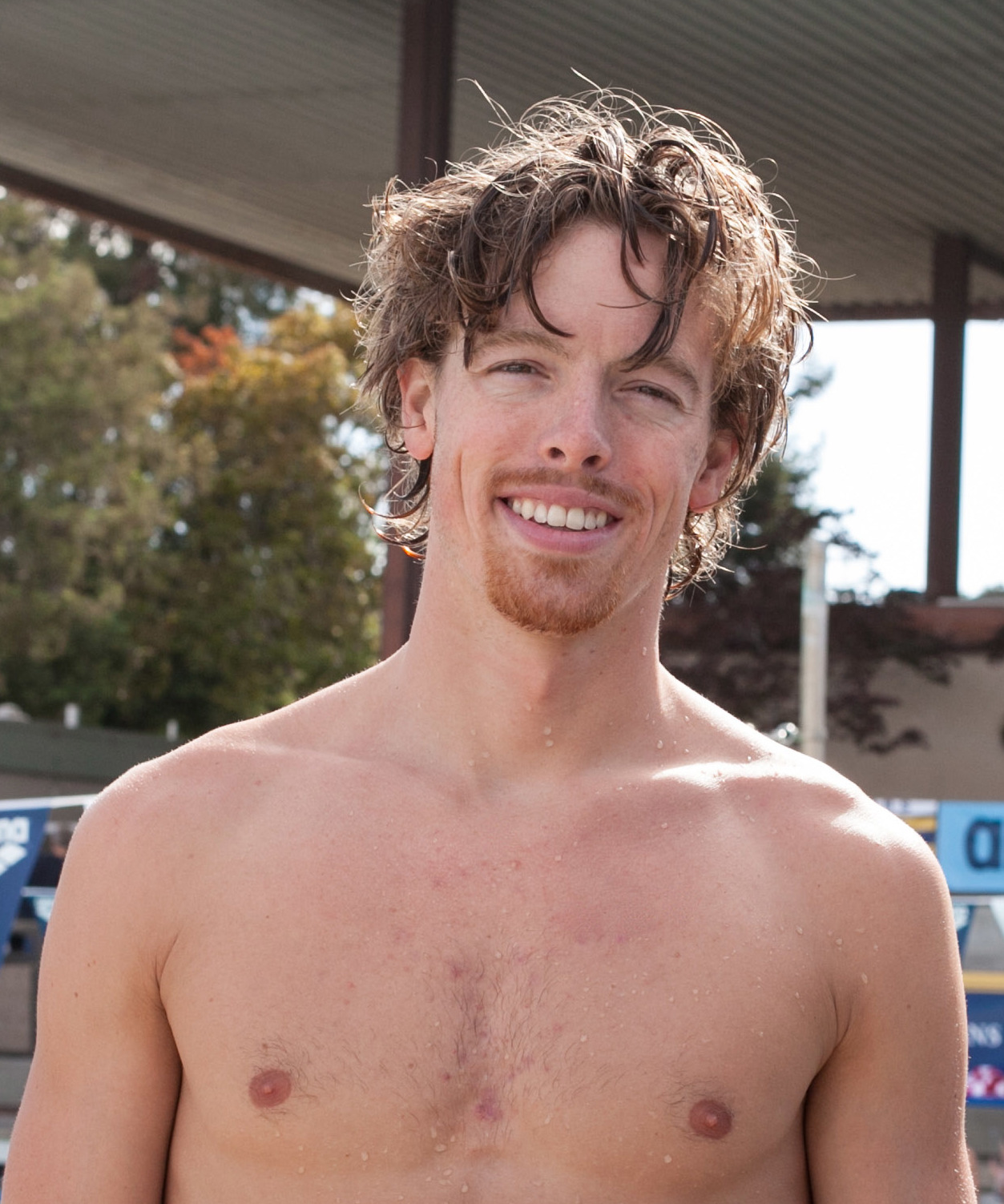
Connor Jaeger in Santa Clara 2014

Connor Lee Jaeger (* 30. April 1991 in Hackensack, New Jersey) ist ein Schwimmer aus den Vereinigten Staaten. Er erhielt bei Olympischen Spielen eine Silbermedaille und bei Weltmeisterschaften eine Silber- und eine Bronzemedaille. Er war Spezialist für die langen Freistil-Disziplinen.

## Sportliche Karriere
Der 1,85 Meter große Connor Jaeger besuchte die Rumson-Fair Haven Regional High School und studierte dann an der University of Michigan. Während seines Studiums schwamm er für die Michigan Wolverines, das Sportteam seiner Universität.
Bei den Olympischen Spielen 2012 in London trat Jaeger über 1500 Meter Freistil an. Er war Siebtschnellster der Vorläufe und erreichte im Finale den sechsten Platz in 14:52,99 Minuten. Damit lag er über zwölf Sekunden hinter den Medaillenrängen. Im Jahr darauf startete Jaeger bei den Weltmeisterschaften 2013 in Barcelona in drei Wettbewerben. Über 400 Meter Freistil siegte der Chinese Sun Yang mit drei Sekunden Vorsprung vor dem Japaner Kosuke Hagino, Jaeger wurde Dritter mit 0,03 Sekunden Rückstand auf den Japaner und 0,17 Sekunden Vorsprung vor dem Kanadier Ryan Cochrane. Über 800 Meter Freistil siegte Sun Yang vor Michael McBroom aus den Vereinigten Staaten und Ryan Cochrane. Mit 0,56 Sekunden Rückstand auf Cochrane wurde Jaeger Vierter. Schließlich siegte auch über 1500 Meter Freistil Sun Yang. Hinter Ryan Cochrane und dem Italiener Gregorio Paltrinieri wurde Jaeger Vierter in 14:47,96 Minuten.
2014 bei den Pan Pacific Swimming Championships in Gold Coast siegte Jaeger über 1500 Meter Freistil mit 0,18 Sekunden vor Ryan Cochrane und dem Australier Mack Horton. Über 400 Meter Freistil siegte der Südkoreaner Park Tae-hwan vor Kosuke Hagino, dahinter gewann Jaeger die Bronzemedaille vor Cochrane. Über die 800 Meter Freistil siegte Cochrane vor Horton und Jaeger, wobei Jaeger nur 0,02 Sekunden Rückstand auf Horton hatte. Auch 2015 bei den Weltmeisterschaften in Kasan war Jaeger für alle drei Langstrecken qualifiziert. Über 400 Meter Freistil gewann Sun Yang vor dem Briten James Guy und Ryan Cochrane, Connor Jaeger wurde Vierter mit 0,22 Sekunden Rückstand auf Cochrane. Über 800 Meter Freistil siegte Sun Yang vor Paltrinieri und Horton, Jaeger schlug als Vierter eine halbe Sekunde hinter Horton an. Über 1500 Meter Freistil trat der Chinese nicht zum Finale an. Paltrinieri siegte vor Connor Jaeger, der in 14:41,20 Minuten fast zehn Sekunden Vorsprung vor Cochrane als Drittplatziertem hatte. Bei den Olympischen Spielen 2016 in Rio de Janeiro stand der 800-Meter-Freistilwettbewerb nicht auf dem Programm. Über 400 Meter Freistil schwamm Jaeger die siebte Vorlaufzeit. Im Finale wurde er Fünfter mit 0,67 Sekunden Rückstand auf den drittplatzierten Italiener Gabriele Detti. Fünf Tage später war Jaeger im Vorlauf über 1500 Meter Freistil Zweitschnellster hinter Paltrinieri. Dieser gewann auch das Finale vor Connor Jaeger, der in 14:39,48 Minuten fünf Sekunden Rückstand hatte und über eine Sekunde Vorsprung auf Gabriele Detti auf dem Bronzerang. Nach den Olympischen Spielen beendete Jaeger seine internationale Karriere.